# Arganchy
Arganchy és un municipi francès situat al departament de Calvados i a la regió de Normandia. L'any 2007 tenia 225 habitants.

## Demografia

### Població
El 2007 la població de fet d'Arganchy era de 225 persones. Hi havia 81 famílies de les quals 8 eren unipersonals (8 dones vivint soles i 8 dones vivint soles), 27 parelles sense fills, 38 parelles amb fills i 8 famílies monoparentals amb fills.
La població ha evolucionat segons el següent gràfic:
Habitants censats

### Habitatges
El 2007 hi havia 88 habitatges, 79 eren l'habitatge principal de la família, 5 eren segones residències i 4 estaven desocupats. 85 eren cases i 1 era un apartament. Dels 79 habitatges principals, 70 estaven ocupats pels seus propietaris i 9 estaven llogats i ocupats pels llogaters; 1 tenia una cambra, 1 en tenia dues, 5 en tenien tres, 11 en tenien quatre i 61 en tenien cinc o més. 72 habitatges disposaven pel capbaix d'una plaça de pàrquing. A 17 habitatges hi havia un automòbil i a 58 n'hi havia dos o més.

### Piràmide de població
La piràmide de població per edats i sexe el 2009 era:
| Homes | Edats   | Dones |
| ----- | ------- | ----- |
| 0     | 95 o +  | 0     |
| 0     | 90 a 94 | 0     |
| 0     | 85 a 89 | 0     |
| 4     | 80 a 84 | 0     |
| 4     | 75 a 79 | 4     |
| 0     | 70 a 74 | 0     |
| 0     | 65 a 69 | 8     |
| 0     | 60 a 64 | 0     |
| 0     | 55 a 59 | 0     |
| 4     | 50 a 54 | 0     |
| 12    | 45 a 49 | 8     |
| 20    | 40 a 44 | 16    |
| 4     | 35 a 39 | 12    |
| 16    | 30 a 34 | 12    |
| 4     | 25 a 29 | 8     |
| 0     | 20 a 24 | 0     |
| 8     | 15 a 19 | 8     |
| 4     | 10 a 14 | 32    |
| 8     | 5 a 9   | 8     |
| 4     | 0 a 4   | 16    |

## Economia
El 2007 la població en edat de treballar era de 166 persones, 115 eren actives i 51 eren inactives. De les 115 persones actives 110 estaven ocupades (60 homes i 50 dones) i 5 estaven aturades (1 home i 4 dones). De les 51 persones inactives 27 estaven jubilades, 14 estaven estudiant i 10 estaven classificades com a «altres inactius».

### Ingressos
El 2009 a Arganchy hi havia 82 unitats fiscals que integraven 242 persones, la mediana anual d'ingressos fiscals per persona era de 17.919,5 €.

### Activitats econòmiques
Dels 7 establiments que hi havia el 2007, 2 eren d'empreses de construcció, 1 d'una empresa de comerç i reparació d'automòbils, 1 d'una empresa financera, 1 d'una empresa de serveis i 2 d'empreses classificades com a «altres activitats de serveis».
Dels 2 establiments de servei als particulars que hi havia el 2009, 1 era una fusteria i 1 lampisteria.
L'any 2000 a Arganchy hi havia 13 explotacions agrícoles que ocupaven un total de 728 hectàrees.

## Poblacions més properes
El següent diagrama mostra les poblacions més properes.